# Argyresthia goedartella
Argyresthia goedartella ist ein Schmetterling (Nachtfalter) aus der Familie der Gespinst- und Knospenmotten (Yponomeutidae).

## Beschreibung
Dieser kleine Falter erreicht eine Flügelspannweite von 10 bis 12 Millimetern. Die Vorderflügel sind mit einer unverwechselbaren Y-förmigen messingfarbenen Zeichnung versehen.

## Flugzeit
Die Imagines fliegen von Juni bis August sowohl nachts als auch an sonnigen Nachmittagen.

## Vorkommen
Die Larven fressen Blütenkätzchen von Birken, v. a. Hängebirke (Betula pendula), und Erlen (Alnus).